# معروف أباد
معروف أباد (بالإنجليزية: Marufabad)‏ هي قرية تقع في قسم كبوتر سرخ الريفي (مقاطعة تشادغان) في إيران. يقدر عدد سكانها بـ 485 نسمة بحسب إحصاء 2016.